# Elizabeth Engstrom
Elizabeth Engstrom (Elmhurst, 11 de mayo de 1951) es una escritora estadounidense de ficción especulativa.

## Trayectoria
Nació como Betsy Lynn Gutzmer, pero es conocida por su seudónimo Elizabeth Engstrom. Se casó con Al Cratty en 1986, trasladándose a vivir a Oregón. Es licenciada en Literatura Inglesa con especialización en Escritura Creativa, tiene un máster en Teología Aplicada y un certificado en Pastoral y Ministerio, todos por la Universidad de Marylhurst (Oregón).
En 1985 publicó When Darkness Loves Us que reúne dos historias: la primera, más breve, lleva ese título y la segunda, más larga, tiene el título de Beauty Is... Están ambientadas en el mundo rural de Estados Unidos, mezclando fantasía con irrealidad. En ellas son muy importantes las relaciones familiares. Esta novela ha sido elegida para hacer una película por la productora Light in the Dark Productions.
En 2021, la editorial española especializada en literatura de terror La biblioteca de Carfax publicó su novela When Darkness Loves Us de 1985 en castellano, traducida por Blanca Rodríguez con el título Cuando la oscuridad nos ama. Se compone de dos novelas breves tituladas «Cuando la oscuridad nos ama» y «La belleza es...», y fue la primera obra de Engstrom traducida a español.
Además, Engstrom es autora de numerosos ensayos y relatos breves. Sus relatos han sido publicados en las revistas The Magazine of Fantasy & Science Fiction, Horror Show, American Fantasy Magazine y Cemetery Dance.

## Obra

### Novelas
- 1985 – When Darkness Loves Us. Con prólogo de Theodore Sturgeon. William Morrow and Company.
- 1986 – Black Ambrosia. Tor Books; en español El elixir negro (1992).
- 1995 – Lizard Wine. IFD Publishing. ISBN 978-0998846699.
- 1997 – Lizzie Borden, basada en la sospechosa de doble asesinato Lizzie Borden. IFD Publishing. ISBN 9780312861544.
- 2003 – Black Leather. TripleTree Publishing. ISBN 978-0971663855
- 2008 – The Northwoods Chronicles. IFD Publishing. ISBN 978-0999665602
- 2011 – York's Moon. ISBN 978-1-59414-928-3
- 2013 – Baggage Claim. Paperback
- 2015 – Candyland. IFD Publishing. ISBN 978-0998846620
- 2018 – Guys Named Bob. ISBN 978-0999665633
- 2021 – The Itinerant. ISBN 9781734297898

### Colecciones de relatos
- 1985 – When Darkness Loves Us.
- 1992 – Nightmare Flower.
- 1998 – The Alchemy of Love.
- 2002 – Suspicions.
- 2008 – The Northwoods Chronicles: A Novel in Stories.

## Reconocimientos
Elizabeth Engstrom fue nominada al premio Bram Stoker en 1992 a la Mejor Colección de Ficción por su libro Nightmare Flower. Son dieciocho relatos breves, además de dos novelas cortas, Fogarty & Fogarty y Project Stone. Su cuento, Crosley, fue elegido para ser incluido en The Thirteenth Annual Year's Best Fantasy and Horror  editado por Ellen Datlow.
Su novela Candyland de 2015 fue adaptada al cine por Motorcycle Boy Productions de Vancouver, BC. Escrita y dirigida por Rusty Nixon fue protagonizada por James Clayton, Chelah Horsdal y Gary Busey. Fue galardonada en el Julien Dubuque International Film Festival (2016); en Los Angeles Independent Film Festival (2016) y en el IndieFEST Film.